# هارلخ
هارلخ (به انگلیسی: Harlech) یک شهرک در ولز است که در گوینز واقع شده‌است. هارلخ ۱٬۴۴۷ نفر جمعیت دارد.